# Arfugítono
Arfugítono (Arphugitonos) é um anjo mencionado no Apocalipse grego de Esdras, cujo nome foi revelado a Esdras como um dos nove anjos que governarão no fim do Mundo.  Os nove anjos mencionados são Miguel, Gabriel, Uriel, Rafael, Gabutelão, Aker, Arfugítono, Beburos e Zebuleon. Arfugítono não é considerado um arcanjo e é uma figura não-canônica.